# 馬國賢 (傳教士)
馬國賢（1682年3月29日—1746年3月29日），譯名馬特奧·里帕（義大利語：Matteo Ripa），是一名義大利神父，曾被傳信部派往中國傳教，1711年至1723年間在康熙帝的滿清宮廷擔任畫家和銅版畫師。

## 馬國賢的中國學生

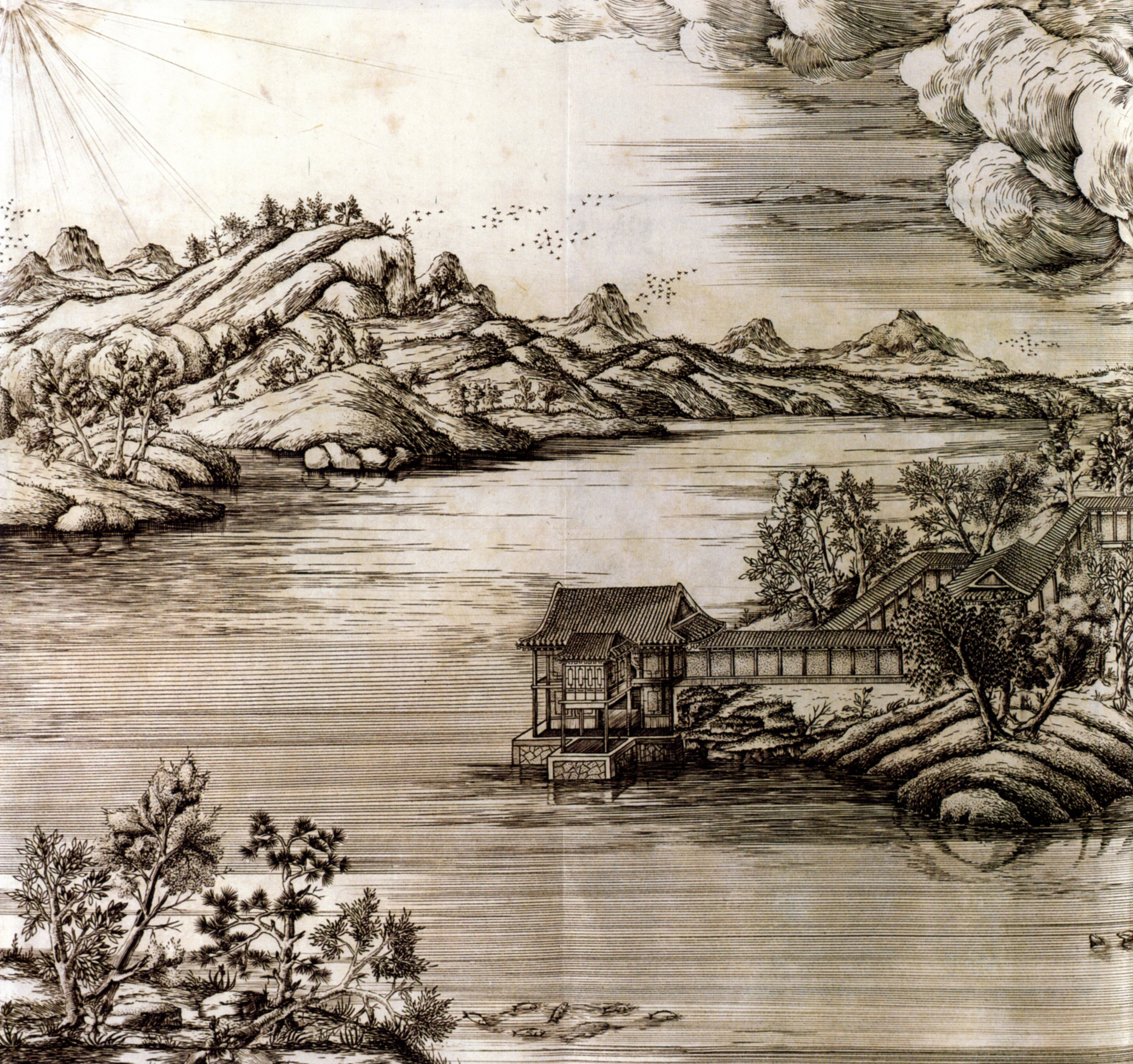
《西嶺晨霞》；銅版畫；寬28公分，高45公分。收藏於臺北故宮博物院

1723年12月，馬國賢離開北京前往歐洲，與四名年輕的中國基督徒——谷若翰（Giovanni Gu，約1700年－1763年）、殷若望（Giovanni Yin，約1704年－1735年）、黃巴桐（Philipo Huang，約1711年－1776年）、吳露爵（Lucio Wu，約1712年－1763年）及其中國老師同行。他的計劃是把這些年輕人帶到那不勒斯，將他們訓練成牧師，之後讓他們回到中國當傳教士。這就是「中國學院」（Collegio dei Cinesi）的基礎，由教宗克勉十二世批准，幫助基督教在中國的傳播。隨後，中國學院在整個世紀中獲得了不同的教派。 1861年義大利統一後，該機構被改造為「皇家亞洲學院」，並在課程中加入其他語言，例如俄語、印度語和波斯語。建校年份和歷史延續性使中國學院（自2002年起被稱為那不勒斯東方大學）成為歐洲大陸最古老的漢學和東方研究學校，也是義大利專門研究非歐洲語言和文化的主要大學。
這六位旅行者都是通過廣州和倫敦到達義大利的。1724年，喬治一世在他的宮殿裡接待了他們。在那不勒斯建立一所中國學院比馬國賢想像的要艱難，但最後在1732年建成。
馬國賢的四位中國神學生最終都被授予神職，但只有三位回到中國。
馬國賢數次以不服從命令為由嚴懲吳露爵，最後在1744年6月，馬國賢要求傳信部不要將這位年輕的牧師派往中國任職，因為他「不夠成熟」。受到打擊的吳露爵很快就逃離了學院並消失，直到第二年春天馬國賢在卡西諾山的修道院找到了他。由於受到紀律處分，他很快又逃走了。1745年9月，他在塞尼加利亞被捕，此前他帶著偽造的牧師證書在教皇國各地旅行，並偶爾在各個教堂做彌撒。這一次，吳露爵被判處在中國學院監禁一年，但馬國賢覺得這還不夠。在1746年3月29日（他逝世的那一天）的信中，馬國賢要求傳信部對這位中國神父進行終身監禁。教宗同意了，吳露爵被囚禁於羅馬的聖天使城堡。他的赦免請求被傳信部拒絕，尤其是馬國賢在中國學院的繼任者法蒂加蒂神父（Fr. Fatigati）支持馬國賢對吳露爵的負面評價。這位中國神父於1763年在義大利逝世。

## 外部連結
- Matteo Ripa, Memoirs of Father Ripa During Thirteen Years' Residence at the Court of Peking in the Service of the Emperor of China: With an Account of the Foundation of the College for the Education of Young Chinese at Naples (London: J. Murray, 1855)
- Work by Matteo Ripa (Thirty-six views of the Imperial Summer Palace at Jehol etc.) at British Museum （页面存档备份，存于）